# جری فیل (بازیکن فوتبال، زاده ۱۸۹۸)
جری فیل (انگلیسی: Gerry Fell؛ 3 December 1898 – ۱۹۷۷ (۷۸−۷۹ سال)) بازیکن فوتبال بود.